# Robert de Molesme
|  | Per a altres significats, vegeu «Sant Robert». |

Robert de Molesme (Troyes, Xampanya, vers 1028 - Abadia de Molesme, 17 d'abril de 1111) va ser un monjo benedictí, primer abat de Cîteaux i considerat primer cofundador de l'Orde del Cister. És venerat com a sant per l'església catòlica i ortodoxa.

## Biografia
Nascut vers el 1028 en una rica família de Xampanya, comença el seu noviciat als quinze anys a l'abadia benedictina de Saint-Pierre-la-Celle, de la qual serà prior. El 1069, és elegit abat de Saint-Michel-de-Tonnerre, a la diòcesi de Langres (Borgonya). El 1071, cansat de les intrigues dels monjos, deixa el seu càrrec i es retira a Saint-Pierre-la-Celle, la seva primera abadia.
Poc després, els monjos anacoretes del bosc de Cellan, a la diòcesi de Langres, demanen al papa Gregori VII que Robert sigui el seu abat. El papa accepta i el 1075 envia Robert per fundar un monestir a Molesme, a la vall de Langres. Ràpidament, la casa atreu moltes donacions i s'enriqueix, però la disciplina es relaxa. Quan Robert intenta reinstaurar-la, els monjos es rebel·len contra ell. Robert va marxar-ne, i el prior Alberic de Cîteaux i el monjo Esteve Harding van marxar amb ell, fins que els altres monjos els cridaren i Alberic va tornar com a abat. Robert i Esteve romangueren sols i Alberic, veient que a Molesme no hi podria dur a terme el seu ideal monàstic, va anar, amb vint-i-dos monjos més, a retrobar-los. Els tres van anar fins a Cîteaux, a la diòcesi de Chalon-sur-Saône, on el 1098 fundaren una comunitat amb una forma de vida diferent a la benedictina i que va ser l'origen de l'Orde Cistercenc: l'arquebisbe de Lió, llegat apostòlic, va concedir a Robert l'autorització per a fundar un nou orde.
Mentrestant, els monjos de Molesme canviaren d'actitud i demanaren al papa que restaurés Robert com a abat de la seva casa; Robert tornà a Molesme, deixant com a abat de Cîteaux Alberic de Cîteaux. Morí a Molesme el 17 d'abril de 1111.
La seva veneració fou autoritzada a l'abadia per Calixt II el 1220, i després estesa a la resta de la cristiandat.

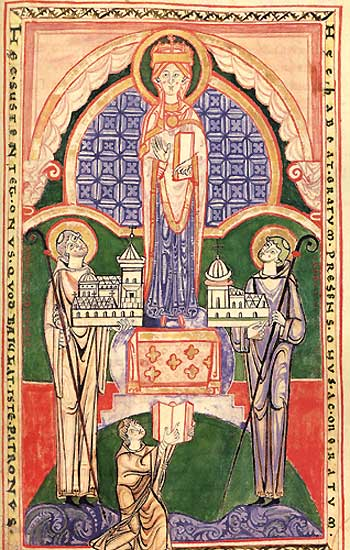
Miniatura del segle xiii amb els fundadors de l'orde cistercenc i la Mare de Déu (d'esquerra a dreta: Alberic, Esteve i Robert)
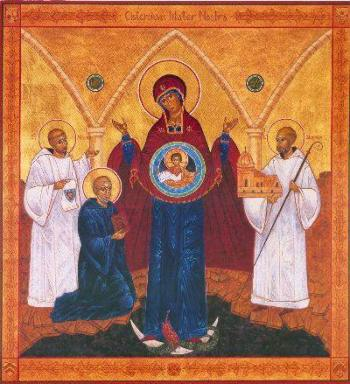
Pintura amb els tres fundadors de l'Orde Cistercenc (Robert, al centre, agenollat)
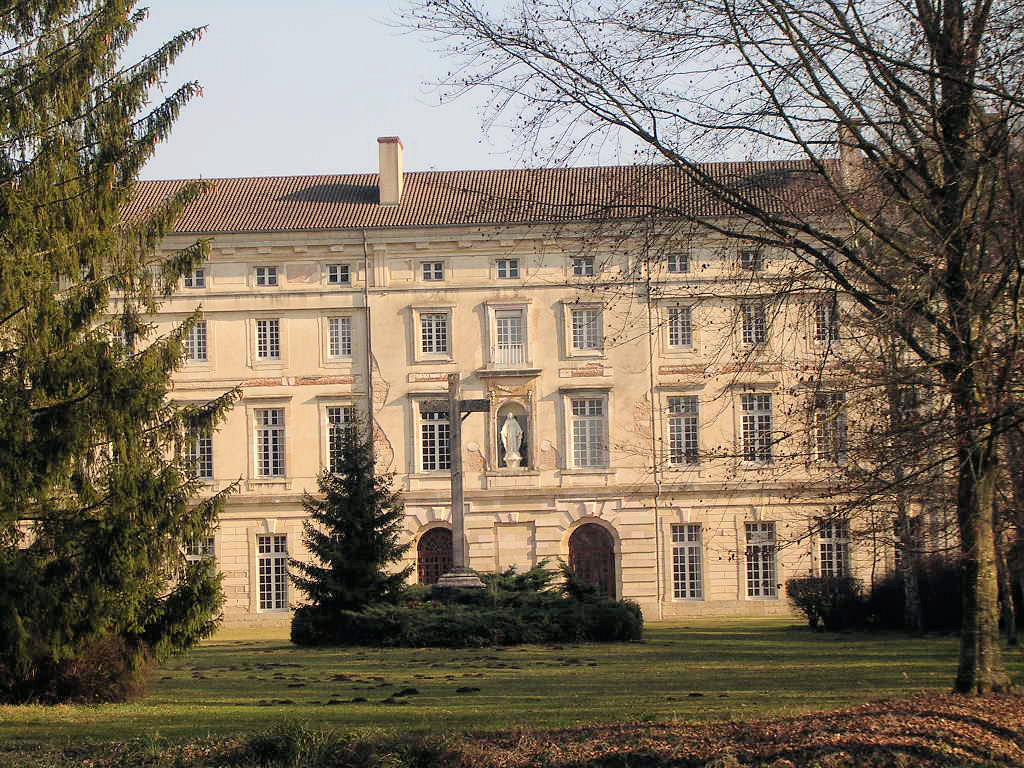
Restes de l'abadia de Cîteaux, façana del segle xviii